# Seznam moravských šlechtických rodů, G
Tento seznam obsahuje výčet šlechtických rodů, které byly v minulosti spjaty s Markrabstvím moravským. Podmínkou uvedení je držba majetku, která byla v minulosti jedním z hlavních atributů šlechty, případně, zejména u šlechty novodobé, jejich služby ve státní správě na území Moravy či podnikatelské aktivity. Platí rovněž, že u šlechty, která nedržela konkrétní nemovitý majetek, jsou uvedeny celé rody, tj. rodiny, které na daném území žily alespoň po dvě generace, nejsou tudíž zahrnuti a počítáni za domácí šlechtu jednotlivci, kteří na Moravě vykonávali pouze určité funkce (politické, vojenské apod.) po přechodnou či krátkou dobu. Nejsou rovněž zahrnuti církevní hodnostáři z řad šlechty, kteří pocházeli ze šlechtických rodů z jiných zemí.

## G
- Gabrielové z Engelštejna[1]
- Gerštorfové z Gerštorfu
- Geslové z Blumendorfu[2]
- Geyslarové[2]
- Gleixnerové z Rosenbrunu[2]
- z Globic[2]
- Gröerové[3]
- Golčovští z Golče[1]
- Gomperzové
- Grecové z Azentu[2]
- Greisnekarové z Greisneka[1]
- Grynové[2]
- Gudenusové[4]
- Gutmannové[5]
- Guttmanové z Třebové[2]
- Gyraové[4]